# Ковжа (притока Білого озера)
60°20′20″ пн. ш. 37°09′06″ сх. д. / 60.33889° пн. ш. 37.15167° сх. д.
Ковжа — річка у Витегорському, Бєлозерському та Вашкинському районах Вологодської області, Росія. Бере початок з Ковзького і є притокою Білого озера. Має довжину 82 км, сточище — 5000 км². Ковжа є частиною Волго-Балтійського водного шляху. На початку XIX століття від Ковжі до Витегри було прокладено Маріїнський канал. Основні притоки — Тумба і Шола.
Витоки Ковжі знаходяться на заході Ковзького озера. Річка прямує близько 10 км природним річищем, у районі села Олександрівське Ковжа з'єднується з Волго-Балтійським каналом, ділянка Волго-Балтійського водного шляху між Олександрівським і озером Білим проходить по зарегульованому і штучно поглибленому руслу Ковжі. У нижній течії, Ковжа є межею Бєлозерського та Вашкинського районів, приймає праву притоку — річку Шола, і впадає у Біле озеро.